# Gottfried II. (Eppstein)
Gottfried II. von Eppstein (* ca. 1199; † zwischen dem 15. März 1272 und dem 30. September 1278, beigesetzt in St. Stephan (Mainz)) gilt als der Begründer der jüngeren Linie des Hauses Eppstein. Die Eppsteiner, denen im Spätmittelalter der Aufbau einer der bedeutendsten Adelsherrschaften in Hessen gelang und die bereits um 1200 reich begütert in Spessart, Taunus und Wetterau waren, waren als Herren hochadlig und stellten im 13. Jahrhundert gleich vier Mainzer Erzbischöfe und Kurfürsten.

## Leben
Gottfried II. war der Sohn von Gottfried I. von Eppstein und dessen Frau Isalda von Wied. Erstmals erwähnt wird er 1223.
Er war verheiratet mit Elisabeth von Isenburg-Cleeberg, Tochter von Heinrich I. von Isenburg. Folgende Kinder gingen aus dieser Ehe hervor:
- Gottfried III. von Eppstein, der Jüngere[1] (* um 1227; † 1293), ⚭ Mechthild von Isenburg-Wied (* ?; † um 1280); morganatische Ehe: Sezele Fleming (* ?, † ?)
- Gerhard II. von Eppstein (* ?; † 25. Februar 1305)[1], Erzbischof und Kurfürst von Mainz von 1289 bis 1305